# Пиломатеріали

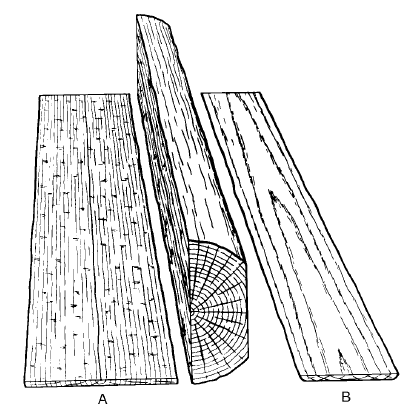
Пиломатеріали

Пиломатеріа́ли — пиляна деревна продукція певних розмірів та якості, яка має щонайменше дві плоскопаралельні пласті, отримана шляхом розпилювання колод.
Їх класифікують за породами, геометричною формою поперечного перерізу, характером обробки, місцерозташуванням матеріалів у колоді, розташуванням пластей дощок по відношенню до напряму річних шарів деревини, призначенням, розмірами, якістю деревини.
Калібрований пиломатеріал — пиломатеріал (заготовка), висушений і оброблений до заданого розміру.

## Класифікація
Круглий лісоматеріал — це колоди довжиною від 4 до 5,5 м з інтервалом через 0,5 м і діаметром 8-14 см , 14-24, 24 см, і більше. Для розпилювання використовують круглий лісоматеріал діаметром від 14 см і більше.
Пиломатеріали (пиляні матеріали) розділяють на пластини, четвертини, дошки, бруски, бруси, заготовки, шпон, обаполи.
- Пластини — це розпиляні вздовж колоди на дві рівні частини. Якщо пластини розпиляти вздовж ще на дві рівні частини — одержують четвертини[3].
- Дошки — основний вид пиломатеріалів. Ширина їх повинна бути не менш як удвічі більшою товщини[3]. Товщина дощок від 8 мм до 100 мм. Дошки бувають обрізними і необрізними, нефрезованими і фрезованими.
- Обаполи — відходи первинної деревообробки, сировина що має внутрішню пропиляну, а зовнішню непропиляну або частково пропиляну поверхню.
- Бруски мають товщину не більшу 100 мм. Ширина бруска може бути більша від товщини не більше як вдвоє[3]. Товщина і ширина брусків не перевищує 100 мм.[3] Вони бувають обрізані з усіх боків — чотирикантові, і обрізані лише з двох боків — двокантові[3].
- Бруси — пиломатеріал товщиною і шириною 100 мм і більше[2].
- Заготовки — це пиломатеріали з дощок або брусків, порізані і підібрані за товщиною відповідно (з припуском на обробку) до розміру майбутніх деталей[3].

Матеріали з розпиляної та подрібненої деревини: столярні плити, деревинностружкові плити, орієнтовано-стружкові плити, деревинно-шаруваті плити, деревинноволокнисті плити, матеріали зі шпону (фанерні плити, водостійка, декоративна фанера).